# Turul Dobrogei 2011
Turul Dobrogei 2011 a fost cea de-a 12-a ediție a competiției naționale de ciclism organizată de Federația Română de Ciclism și Triatlon. Plutonul a fost alcătuit din 7 echipe, toate românești, dar având în componența lor și un total de 5 rutieri străini. Acestea au fost: Tușnad Cycling Team (echipă continentală, 8 rutieri), Dinamo București (6 rutieri), Mazicon București (7 rutieri), Bilal Constanța (5 seniori și 4 juniori), Petrolul Ploiești (2 rutieri seniori și 7 juniori), Olimpia (1 senior și 4 juniori) și clubul Torpedo (cu 2 seniori și 3 juniori). Echipele care trebuiau să vină din Bulgaria și Republica Moldova au absentant în cele din urmă, ultimii având probleme cu obținerea vizelor.

## Echipe
Echipele de seniori:
- Tușnad Cycling Team: Sergiu Cioban (MDA), Carol Novak, Georgi Georgiev (BUL), Marcel Ternovsek (SLO), Szabolcs Sebestyen, Laszlo Madaras, Nandor Lazar, Alexander Braico (MDA)
- Mazicon București: Zoltan Sipos, Heinrich Berger (GER), Bogdan Coman, Ștefan Morcov, Florin Sestacovschi, Cristian Tudorache
- Dinamo București: Alexandru Ciocan, Răzvan Jugănaru, Mihail Rusu, Tamas Csicsaky, Alexandru Stancu
- Bilal Constanța: Lucian Voinea, Cristian Doicescu, Cristian Ciotic, Filip Grigorescu, Bogdan Manea
- Torpedo Zărnești: Eduard Grosu, Ionel Presmerean
- Petrolul Ploiești: Ovidiu Mitran, Nicolae Tintea
- Olimpia: Florin Leonte

## Etape

### Prolog
Joi, 19 mai: Hotel Caraiman – Aqua Magic (Mamaia), contratimp individual, 5 km
Rezultate
|    | Ciclist                | Echipă              | Timp     |
| -- | ---------------------- | ------------------- | -------- |
| 1  | Sergiu Cioban (MDA)    | Tușnad Cycling Team | 06:00,51 |
| 2  | Alexandru Ciocan (ROU) | Dinamo              | +0,5s    |
| 3  | Zoltan Sipos (ROU)     | Mazicon București   | +10s     |
| 4  | Eduard Novak (ROU)     | Tușnad Cycling Team | +13s     |
| 5  | Eduard Grosu (ROU)     | Torpedo Zărnești    | +16s     |
| 6  | Răzvan Jugănaru (ROU)  | Dinamo              | +17s     |
| 7  | Heinrich Berger (GER)  | Mazicon București   | +23s     |
| 8  | Ovidiu Mitran (ROU)    | Petrolul Ploiești   | +27s     |
| 9  | Bogdan Coman (ROU)     | Mazicon București   | +27s     |
| 10 | Lucian Voinea (ROU)    | Bilal Constanța     | +29s     |

### Etapa 1
Joi, 19 mai: Constanța – Mangalia – Constanța, 76 km
|    | Ciclist                  | Echipă              | Timp     |
| -- | ------------------------ | ------------------- | -------- |
| 1  | Zoltan Sipos (ROU)       | Mazicon București   | 01:44:55 |
| 2  | Sergiu Cioban (MDA)      | Tușnad Cycling Team | +3s      |
| 3  | Alexandru Ciocan (ROU)   | Dinamo              | +3s      |
| 4  | Eduard Grosu (ROU)       | Torpedo Zărnești    | +3s      |
| 5  | Henrich Berger (GER)     | Mazicon București   | +3s      |
| 6  | Lucian Voinea (ROU)      | Bilal Constanța     | +3s      |
| 7  | Nicolae Țințea (ROU)     | Petrolul Ploiești   | +3s      |
| 8  | Cristian Tudorache (ROU) | Mazicon București   | +3s      |
| 9  | George Wolters (ROU)     | Mazicon București   | +3s      |
| 10 | Bogdan Coman (ROU)       | Mazicon București   | +3s      |

|    | Ciclist                | Echipă              | Timp     |
| -- | ---------------------- | ------------------- | -------- |
| 1  | Sergiu Cioban (MDA)    | Tușnad Cycling Team | 01:50:53 |
| 2  | Alexandru Ciocan (ROU) | Dinamo              | +3s      |
| 3  | Zoltan Sipos (ROU)     | Mazicon București   | +4s      |
| 4  | Eduard Novak (ROU)     | Tușnad Cycling Team | +20s     |
| 5  | Eduard Grosu (ROU)     | Torpedo Zărnești    | +22s     |
| 6  | Răzvan Jugănaru (ROU)  | Dinamo              | +23s     |
| 7  | Henrich Berger (GER)   | Mazicon București   | +29s     |
| 8  | Bogdan Coman (ROU)     | Mazicon București   | +34s     |
| 9  | Lucian Voinea (ROU)    | Bilal Constanța     | +36s     |
| 10 | Georgi Giorgiev (BUL)  | Tușnad Cycling Team | +40s     |

### Etapa 2
Vineri, 20 mai: Constanța – Negru Vodă – Mangalia – Constanța, 125 km
|    | Ciclist                | Echipă              | Timp     |
| -- | ---------------------- | ------------------- | -------- |
| 1  | Georgi Giorgiev (BUL)  | Tușnad Cycling Team | 03:02:58 |
| 2  | Henrich Berger (GER)   | Mazicon București   | +3s      |
| 3  | Sergiu Cioban (MDA)    | Tușnad Cycling Team | +1m 45s  |
| 4  | Alexandru Ciocan (ROU) | Dinamo              | +1m 45s  |
| 5  | Zoltan Sipos (ROU)     | Mazicon București   | +2m 02s  |
| 6  | Alexander Braico (MDA) | Tușnad Cycling Team | +2m 02s  |
| 7  | George Wolters (ROU)   | Mazicon București   | +2m 02s  |
| 8  | Răzvan Jugănaru (ROU)  | Dinamo              | +2m 02s  |
| 9  | Marcel Ternovsek (SLO) | Tușnad Cycling Team | +8m 16s  |
| 10 | Ștefan Morcov (ROU)    | Mazicon București   | +8m 16s  |

|    | Ciclist                | Echipă              | Timp     |
| -- | ---------------------- | ------------------- | -------- |
| 1  | Henrich Berger (GER)   | Mazicon București   | 04:54:23 |
| 2  | Georgi Giorgiev (BUL)  | Tușnad Cycling Team | +8s      |
| 3  | Sergiu Cioban (MDA)    | Tușnad Cycling Team | +1m 13s  |
| 4  | Alexandru Ciocan (ROU) | Dinamo              | +1m 16s  |
| 5  | Zoltan Sipos (ROU)     | Mazicon București   | +1m 34s  |
| 6  | Răzvan Jugănaru (ROU)  | Dinamo              | +1m 53s  |
| 7  | Alexander Braico (MDA) | Tușnad Cycling Team | +3m 32s  |
| 8  | Eduard Novak (ROU)     | Tușnad Cycling Team | +8m 04s  |
| 9  | Bogdan Coman (ROU)     | Mazicon București   | +8m 18s  |
| 10 | Lucian Voinea (ROU)    | Bilal Constanța     | +8m 20s  |

### Etapa 3
Sâmbătă, 21 mai: Constanța – Medgidia – Constanța, 110 km
|    | Ciclist                | Echipă              | Timp     |
| -- | ---------------------- | ------------------- | -------- |
| 1  | Georgi Giorgiev (BUL)  | Tușnad Cycling Team | 02:26:24 |
| 2  | Mihai Varabiev (ROU)   | Dinamo              | a.t.     |
| 3  | Ștefan Morcov (ROU)    | Mazicon București   | a.t.     |
| 4  | Nicolae Țințea (ROU)   | Petrolul Ploiești   | +6s      |
| 5  | Ionel Presmerean (ROU) | Torpedo Zărnești    | +9s      |
| 6  | Marcel Ternovsek (SLO) | Tușnad Cycling Team | +9s      |
| 7  | Răzvan Jugănaru (ROU)  | Dinamo              | +9s      |
| 8  | Ovidiu Mitran (ROU)    | Petrolul Ploiești   | +9s      |
| 9  | Alexandru Stancu (ROU) | Dinamo              | +9s      |
| 10 | Alexander Braico (MDA) | Tușnad Cycling Team | +17s     |

|    | Ciclist                | Echipă              | Timp     |
| -- | ---------------------- | ------------------- | -------- |
| 1  | Georgi Giorgiev (BUL)  | Tușnad Cycling Team | 07:20:34 |
| 2  | Răzvan Jugănaru (ROU)  | Dinamo              | +2m 15s  |
| 3  | Alexander Braico (MDA) | Tușnad Cycling Team | +4m 01s  |
| 4  | Henrich Berger (GER)   | Mazicon București   | +7m 01s  |
| 5  | Alexandru Ciocan (ROU) | Dinamo              | +7m 26s  |
| 6  | Sergiu Cioban (MDA)    | Tușnad Cycling Team | +8m 27s  |
| 7  | Eduard Novak (ROU)     | Tușnad Cycling Team | +8m 41s  |
| 8  | Nicolae Țințea (ROU)   | Petrolul Ploiești   | +8m 59s  |
| 9  | Ștefan Morcov (ROU)    | Mazicon București   | +9m 02s  |
| 10 | Marcel Ternovsek (SLO) | Tușnad Cycling Team | +9m 04s  |

### Etapa 4
Duminică, 22 mai: Circuit Constanța, 70 km
|    | Ciclist                  | Echipă              | Timp     |
| -- | ------------------------ | ------------------- | -------- |
| 1  | Sergiu Cioban (MDA)      | Tușnad Cycling Team | 01:50:51 |
| 2  | Alexandru Ciocan (ROU)   | Dinamo              | a.t..    |
| 3  | Ștefan Morcov (ROU)      | Mazicon București   | a.t..    |
| 4  | Lucian Voinea (ROU)      | Bilal Constanța     | +8s      |
| 5  | Alexander Braico (MDA)   | Tușnad Cycling Team | +12s     |
| 6  | Henrich Berger (GER)     | Mazicon București   | +12s     |
| 7  | George Wolters (ROU)     | Mazicon București   | +12s     |
| 8  | Cristian Tudorache (ROU) | Mazicon București   | +12s     |
| 9  | Eduard Novak (ROU)       | Tușnad Cycling Team | +12s     |
| 10 | Răzvan Jugănaru (ROU)    | Dinamo              | +12s     |

|    | Ciclist                | Echipă              | Timp     |
| -- | ---------------------- | ------------------- | -------- |
| 1  | Georgi Giorgiev (BUL)  | Tușnad Cycling Team | 09:11:37 |
| 2  | Răzvan Jugănaru (ROU)  | Dinamo              | +2m 15s  |
| 3  | Alexander Braico (MDA) | Tușnad Cycling Team | +4m 01s  |
| 4  | Henrich Berger (GER)   | Mazicon București   | +7m 01s  |
| 5  | Alexandru Ciocan (ROU) | Dinamo              | +7m 08s  |
| 6  | Sergiu Cioban (MDA)    | Tușnad Cycling Team | +8m 05s  |
| 7  | Eduard Novak (ROU)     | Tușnad Cycling Team | +8m 41s  |
| 8  | Ștefan Morcov (ROU)    | Mazicon București   | +8m 54s  |
| 9  | Nicolae Țințea (ROU)   | Petrolul Ploiești   | +8m 59s  |
| 10 | Marcel Ternovsek (SLO) | Tușnad Cycling Team | +9m 04s  |